# Mixochlora prasinus
Mixochlora prasinus là một loài bướm đêm trong họ Geometridae.